# Australobolbus impressicollis
Australobolbus impressicollis är en skalbaggsart som beskrevs av Blackburn 1904. Australobolbus impressicollis ingår i släktet Australobolbus och familjen Bolboceratidae. Inga underarter finns listade.